# C55 (Bootsklasse)

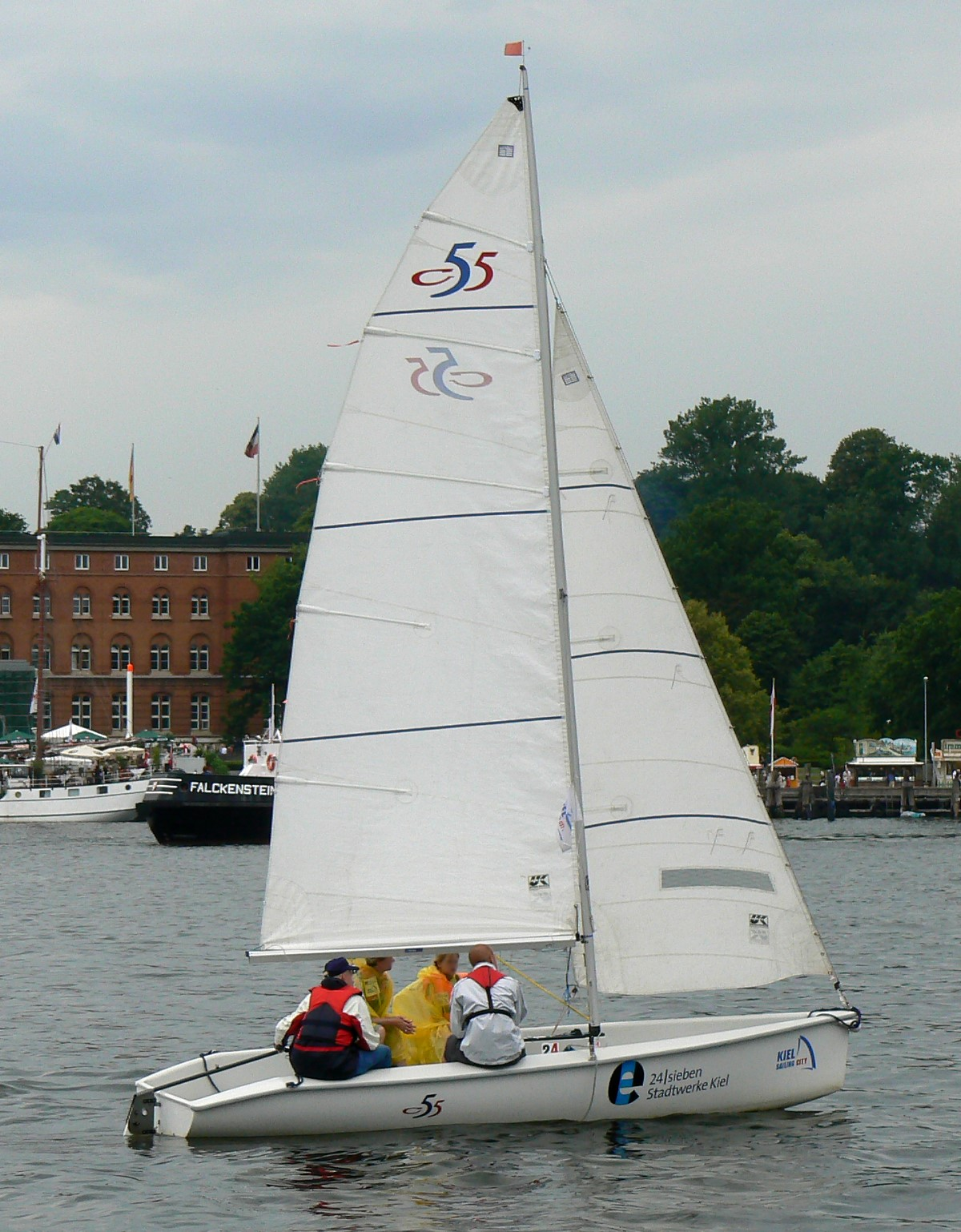
c55-Boot, 2007

Die c55 ist ein Segelboot, das in Schweden als Match-Race-, Regatta- und Ausbildungsboot verwendet wird. Der Segelbootstyp ist in Schweden nationale Einheitsklasse.
Das Boot wurde vom schwedischen Segelsportler und Olympiamedaillengewinner Pelle Petterson konstruiert, es wird bei Cremo Productions AB in Varberg gefertigt. Die c55 trägt ein 7/8-Rigg mit einem Alu-Mast. Das Vorsegel der c55 ist mit Segellatten ausgestattet. Das Vordeck ist offen.
Eine Besonderheit des Bootes ist der Hubkiel mit Kielbombe, der es einerseits gut trailerbar (transportierbar) und andererseits recht stabil macht. Der Hubkiel wird mit einer Kurbel über ein selbsthemmendes Schneckengetriebe betätigt.